# Isuzu Forward
La serie de camiones Isuzu Forward & Isuzu Serie F (en japonés: いすゞ・フォワード) son una línea de camiones de capacidad media-pesada, usados en gran parte como vehículos comerciales, y que son fabricados por la firma japonesa Isuzu. 

## Descripción
Todos los camiones de la serie F son de diseño de sobrecabina, donde dicha cabina viene sobre los componentes motores y mecánicos principales, y en donde dicha carrocería es totalmente ensamblada en su factoría principal. Muchos de estos modelos tienen una motorización diésel; pero, en algunos mercados se pueden encontrar kits de adaptación para que usen como combustible el GNC, así como sus derivados. La serie de camiones F dispone de diferentes estilos de cabinaje, motores, transmisiones y tipos de tracción (de 4WD o 2WD dependiendo del mercado donde se comercializen). La mayor parte de su producción tiene lugar en Japón; e incluso, hay productores que hacen el ensamblaje local por medio de kits de armado en algunos países como Chile e India.
Muchos de los modelos de carga mediana y de carga larga se distinguen por una marcación con el logo "Forward" pero; el logo común de la marca de Isuzu solamente usado en la parte trasera, e incluso en los Estados Unidos, Colombia, Perú, Brasil y Argentina se le comercializa con el corbatín de la Chevrolet o el logo de GMC, pero con leyendas que dicen Tecnología Isuzu.

## Mercado
Sus principales rivales en el mercado norteamericano son los camiones Bering MD, Chevrolet Serie W, GMC Serie W, Mitsubishi Fuso FK y la serie UD 2000/2300. En Japón, sus principales competidores son los camiones Mitsubishi Fuso Fighter, Nissan Diesel/UD Condor y el Hino Ranger.
Para los mercados de Suramérica, dichos vehículos son embarcados como conjuntos CKD desde Japón y son montados posteriormente en la planta de Huechuraba, en Chile, en donde son ensamblados hasta 20 unidades diarias y son llevados dichos trabajos por solo 120 obreros que están dedicados a dicho producto. Son marcados como Chevrolet para los mercados donde la marca Isuzu no es muy reconocida, y la marcación de los GMC's se utilizó hasta el año 2009. Desde el 10 de junio de 2008, GM Chile anunció que salió de sus líneas de ensamble la unidad Nº 20,000 de dicho producto de la Isuzu (no se incluyen los camiones ligeros de la serie N pues son ensamblados en en otra planta de GM de esta región, sólo los de la serie F).

## Modelos actuales

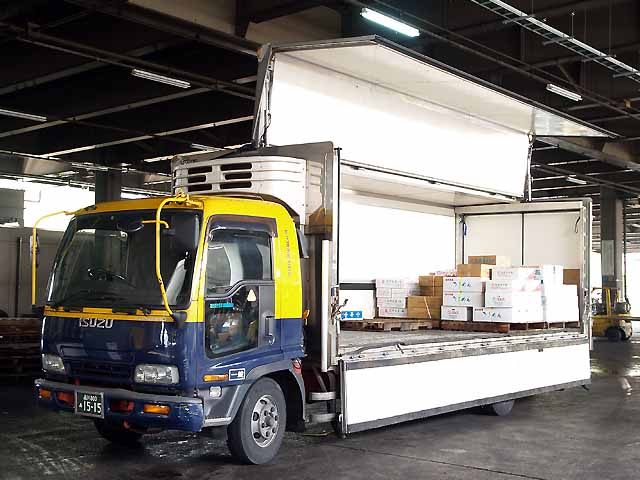
Un camión Isuzu Forward, con carrocería de compuertas abatibles.

### Japón
- FRR
- FSR
- FTR
- FVR
- FVM
- FVZ
- FSS
- FTS

### Australia

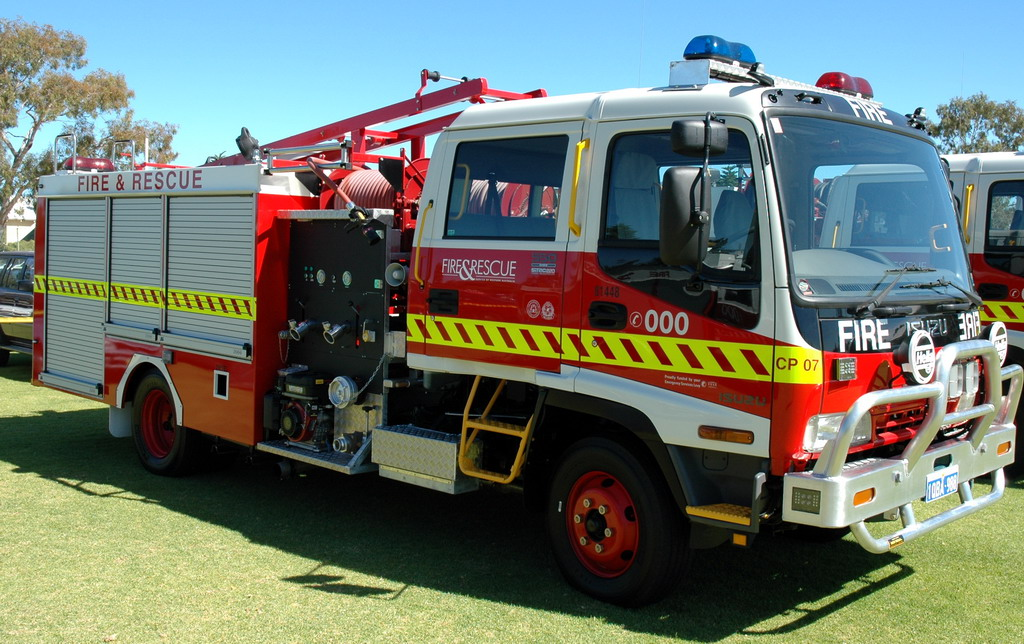
Un camión Isuzu FTR como carro de bomberos (Australia).

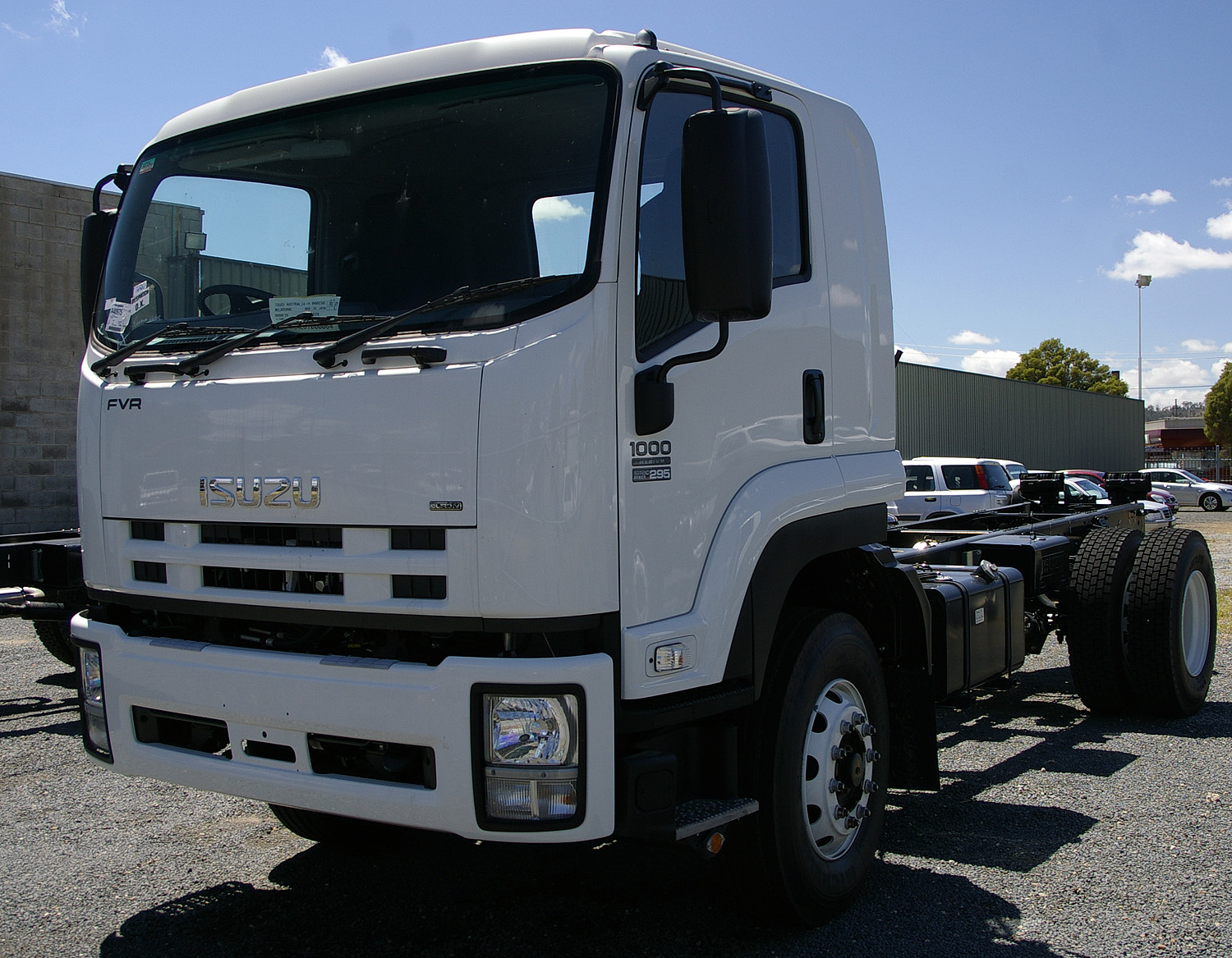
Un camión Isuzu FVR 1000 (Australia).

Isuzu es el líder del mercado en Australia y dispone así mismo de modelos exlcusivos para dicha nación. En este incluso se dipone de carrocerías de cabinas extendidas para sus modelos más populares, incluso con opciones como la tracción de tipo 4X4 y salidas PTO. Australia a su vez recibe unidades ligeramente alargadas de tipo extralargo, hechas localmente y designadas como serie FX.
- FRD
- FSR
- FSD
- FTR
- FVR
- FVD
- FVM
- FVL
- FVZ
- GVD
- FSS
- FTS
- FXR
- FXD
- FXZ
- FXY
- FXL
- GXD

### Colombia
- FRR  Capacidad Carga - 7.845kg - 7.8tn
- FSR
- FTR  Capacidad Carga - 10.310kg - 10.3tn
- FVR  Capacidad Carga - 11.780kg - 11.7tn
- FVZ  Capacidad Carga - 19.360kg - 19tn

### México
- FRR
- FSR
- FTR
- FVR
- FHR

## Modelos descontinuados
- FRD
- FSD
- FRS
- GSR
- JCS (Conjuntos CKD ensamblados en la India por la Hindustan)